# 渡辺善十郎

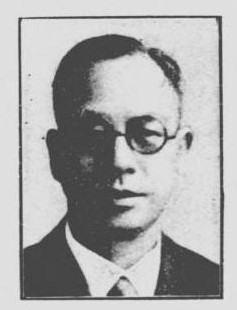
渡辺善十郎

渡辺 善十郎（渡邊、わたなべ ぜんじゅうろう、1883年（明治16年）2月12日 - 1967年（昭和42年）9月7日）は、大正から昭和時代の政治家。実業家。衆議院議員。

## 経歴
渡辺平吉の長男として、東京府に生まれる。1923年（大正12年）家督を相続する。
父の事業を継ぎ東京株式取引所仲買人となる。渡辺保全合資会社代表社員、丸水渡辺商会取締役社長、第三銀行監査役、東亜煙草取締役、帝国在郷軍人会日本橋連合分会顧問、日本橋区衛生会理事、同区会議長、大政翼賛会東京府、同東京市協力会議員を歴任した。ほか、東株代行取締役、日本橋女学館理事、丸水証券取締役社長を務めた。
1942年（昭和17年）4月の第21回衆議院議員総選挙では東京府第3区から翼賛政治体制協議会推薦で出馬し当選。衆議院議員を1期務めた。在任中は商工省委員、翼賛政治会政調商工、大蔵兼務委員を務めた。戦後、公職追放となった。